# 언젠틀 오퍼레이션
《언젠틀 오퍼레이션》(영어: The Ministry of Ungentlemanly Warfare)은 2024년 개봉한 첩보 액션 코미디 영화이다. 가이 리치가 감독과 공동각본을 맡았다.

## 출연
- 헨리 카빌 - 거스 마치필립스
- 에이사 곤살레스
- 앨런 리치슨
- 헨리 골딩
- 앨릭스 페티퍼
- 히어로 파인스 티핀
- 뱁스 올루산모쿤
- 틸 슈바이거
- 엔히키 자가
- 케리 엘위스
- 피셔 스티븐스
- 로저 스나이프스
- 대니 사파니
- 프레디 폭스
- 카를로스 바르뎀